# Mechanismus z Antikythéry

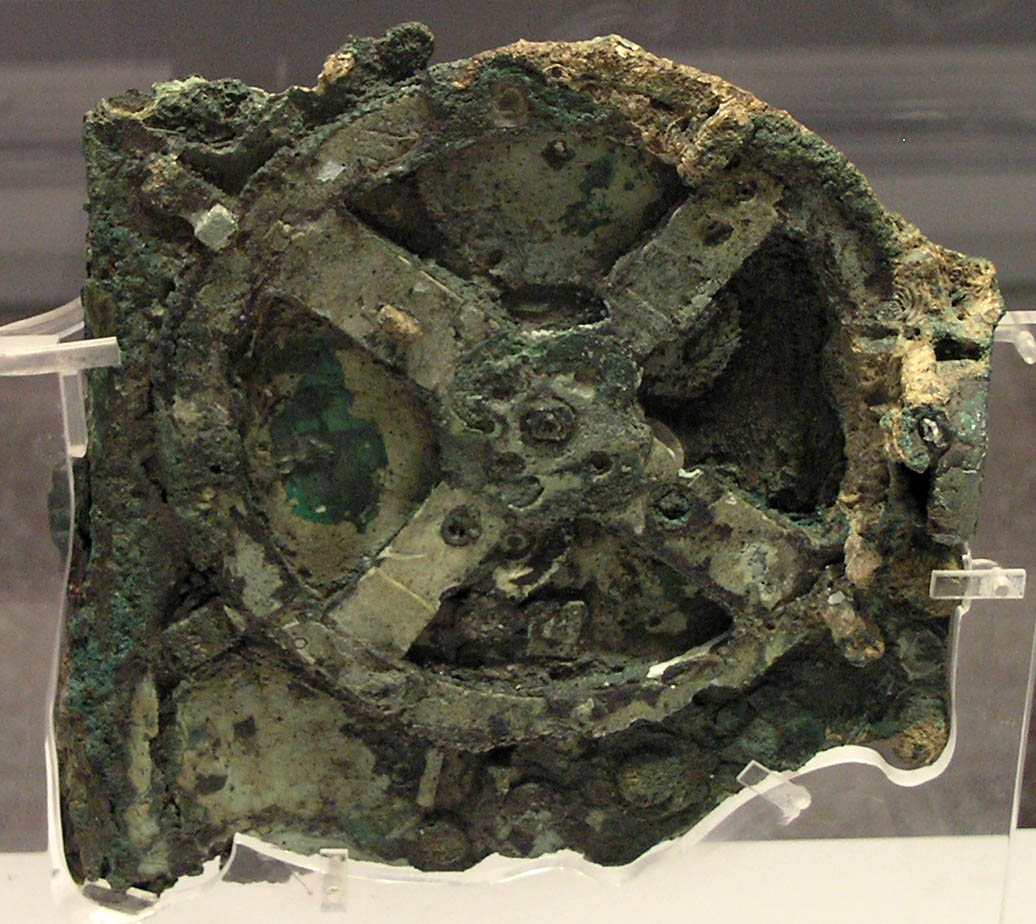
Největší zlomek mechanismu z Antikythéry v Národním archeologickém muzeu v Aténách

Mechanismus přístroje

Mechanismus z Antikythéry (též se mluví o počítači z Antikythéry) je starověký technický artefakt – bronzové diferenciální ozubené soukolí. V roce 1902 byl objeven ve vraku římské lodi, která se potopila kolem let 70–60 př. n. l. blízko řeckého ostrova Antikythéra. Mechanismus byl vyroben mezi roky 150 př. n. l. a 100 př. n. l.[zdroj?] Jeho přesný původ (kromě toho, že šlo o zařízení řecké) není znám, stejně tak důvod jeho přepravy římskou lodí.
Někteří badatelé věří, že strojek byl součástí lupu, který směřoval spolu s jinou kořistí z Rhodu do Říma na oslavu pořádanou Juliem Caesarem.

## Historie objevu
Vrak římské lodi objevil na jaře roku 1900 sběrač mořských hub Elias Stadiatos v hloubce 42 m. Samotné soukolí objevil 17. května 1902 archeolog Valerios Stais, který si povšiml, že v jednom kusu bronzu, jejž potápěči vynesli na povrch spolu s několika sochami a dalšími hodnotnými předměty, je zaryto ozubené kolečko. Následné pátrání objevilo dalších asi 70 silně zkorodovaných úlomků bronzových ozubených koleček, číselníků, ručiček a dřevěno-měděné schránky popsané řeckými nápisy.
Společně se zařízením byly ve vraku nalezeny mince, jejichž stáří bylo určeno do doby okolo roku 85 př. n. l.

## Průzkum zařízení

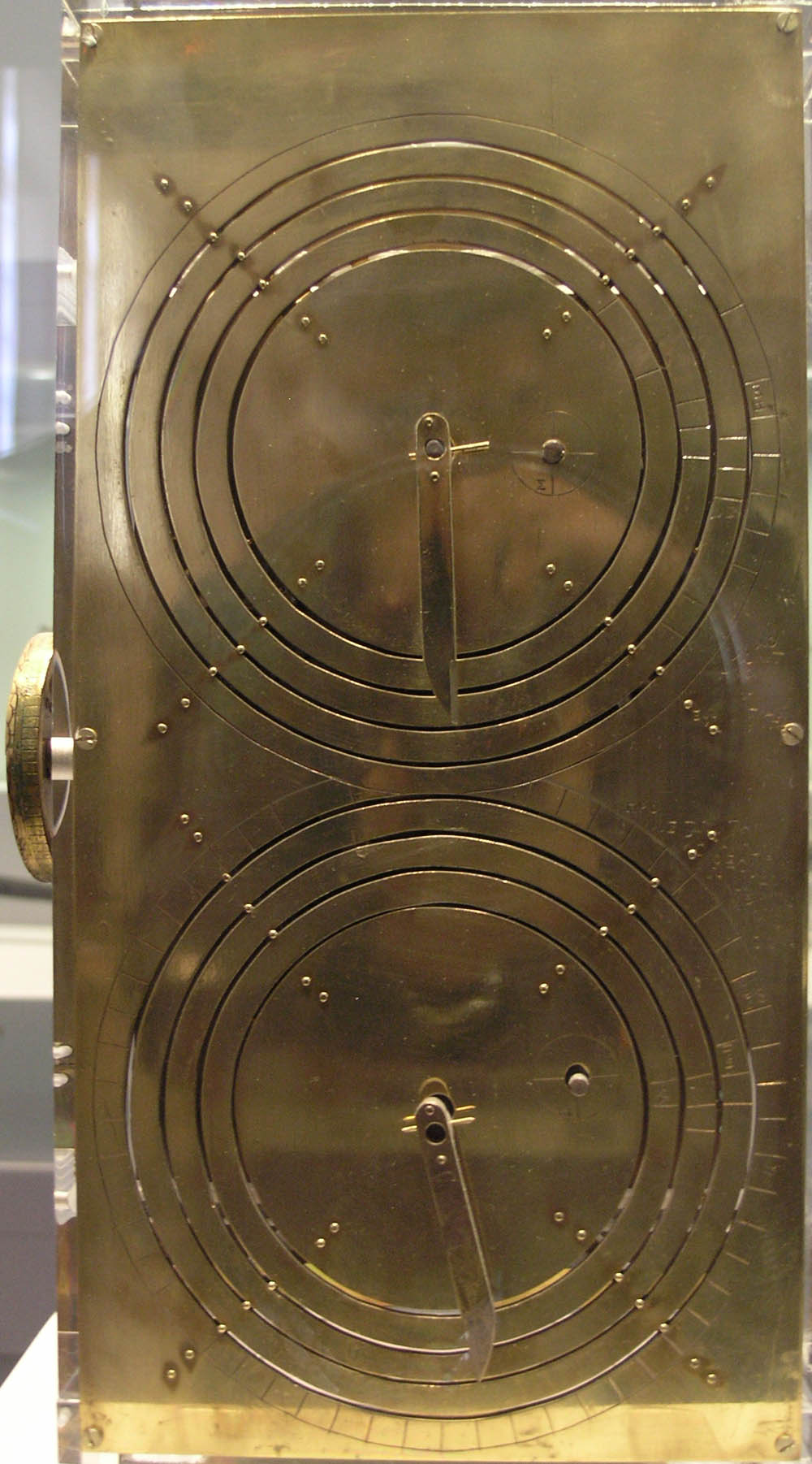
Rekonstrukce vzhledu zadní strany antikythérského počítače v Národním archeologickém muzeu v Aténách

Zařízení velikosti krabice od bot sestávalo z navzájem propojených 82 komponentů – 37 ozubených koleček a 45 pohyblivých destiček zasazených do částečně dřevěné a částečně bronzové skříňky, která měla z jedné strany jeden a z druhé strany dva ciferníky. Součástky byly ručně vyrobeny z tenkých (dvoumilimetrových) bronzových desek. Následné průzkumy pomocí rentgenu a vysokoenergetického záření gama odhalily celou jeho původní vnitřní strukturu.
Zařízení otáčením kliky ukazovalo na jedné straně pohyby Slunce a Měsíce v průběhu roku, umělo předpovídat zatmění Slunce i Měsíce. Umělo též napodobovat nepravidelný pohyb Měsíce kolem Země známý jako první měsíční anomálie, který objevil astronom Hipparchos z Rhodu a je proto možné, že byl přizván ke konstrukci zařízení. Byl to tedy takový ručně poháněný analogový počítač sluneční soustavy.
Na opačné straně zařízení ručičkami ukazovalo pohyb tehdy známých planet (Merkur, Venuše, Mars, Jupiter a Saturn). Zařízení používalo diferenciální převody, o nichž se dříve věřilo, že byly poprvé užity až v 16. století. Úroveň miniaturizace a složitosti jeho částí se vyrovná hodinám konstruovaným v 18. století. Průzkumy strojku stále probíhají, strojek byl proskenován také počítačovou tomografií, která odhalila původní malé nápisy představující označení jednotlivých měřených veličin a zároveň i návod na použití. Kalendářní prstenec má pravděpodobně 354 děr, což odpovídá počtu dní pro lunární kalendář.
Strojek nalezený u Antikythéry nebyl s vysokou pravděpodobností v antice ojedinělý. Cicero se zmínil o „zařízení, které nedávno sestrojil náš přítel Poseidónios, které s každou otáčkou napodobuje tytéž pohyby Slunce, Měsíce a hvězd“. Podobná zařízení jsou jmenována i v dalších starověkých pramenech. I samotné technické zpracování je na vysoké úrovni a nelze si představit, že by bylo možné ho zhotovit bez přiměřeně vybavené dílny a dostatečných zkušeností. Zůstává záhadou, kam se tato zařízení ztratila, neboť žádná civilizace na světě po následujících tisíc let stejně složité zařízení nevyrobila. Je možné, že bronz, z něhož byla podobná zařízení vyrobena, se znovu užíval na výrobu jiných předmětů, takže byly mechanismy jako ten z Antikythéry dávno roztaveny a nedochovaly se tak na archeologických nalezištích. Antikythérský strojek se dochoval jen šťastnou náhodou, protože klesl na mořské dno.